# 中国国际动漫节金猴奖
中国国际动漫节金猴奖（英文："Golden Monkey King" Awards），简称“金猴奖”，是由中国新闻出版广播总局主办，中国国际动漫节执行委员会、中国动画学会承办的一个国际性赛事。金猴奖旧名为“美猴奖”，2011年改名为“金猴奖”。“金猴奖”旨在“评选原创优秀动漫作品的国际性权威赛事”，被称为“中国动漫至高荣誉”。

## 评委会
“金猴奖”大赛评委会的任务是参加作品的评审任务。其下设评奖办公室，负责评奖的具体事宜。评委会分为初审评审团和终审评审团。评审团主要由国内外学术机构、播出机构、发行机构、动漫业界及相关行业专家组成。

## 规则
金猴奖没有固定的比赛规则，但是历届比赛规则大同小异。

## 奖项
金猴奖奖项分为“综合奖”和“潜力奖”两部分。综合奖中每个奖项都有金、银、铜三个等级。以下是奖项列表：
| 综合奖     | 潜力奖             |
| ---------- | ------------------ |
| 动画电影   | 潜力奖最佳动画短片 |
| 动画系列片 | 潜力奖动画短片     |
| 动画短片   | 潜力奖最佳漫画     |
| 漫画       | 潜力奖漫画         |

有时金猴奖还会设置更多奖项，如2021年第17届金猴奖时就设置了“红色动漫”奖项。

## 现状
金猴奖在中国动漫行业具有很大的影响力，被称为“中国动漫至高荣誉”。同时，金猴奖也在向国际化发展。2021年第17届金猴奖便有来自多个国家的1176部作品参加比赛。
同时，为了促进中国国内动漫行业发展，金猴奖于2020年新增了创投环节。